# After the Ball (книга Кирка и Мэдсена)
After the Ball: How America Will Conquer Its Fear & Hatred of Gays in the ‘90s (с англ. — «После бала: как Америка победит свой страх и ненависть к геям в 90-е») — книга, написанная в 1989 году двумя гей-активистами, нейропсихологом Маршаллом Кирком и специалистом по связям с общественностью Хантером Мэдсеном (англ. Hunter Madsen). Авторы критикуют гей-активизм 1970—1980-х годов и призывают к изменениям в нём.

## Содержание
Книга начинается с обзора гомофобии — от бытовых насмешек над гомосексуалами до негативного представления геев в рекламе. Далее в книге содержится исследование современного отношения к геям и женщинам и его истоков и, цитируя авторов, «практическая программа действий для того, чтобы, наконец, завершить, казалось бы, постоянный кризис американской гомосексуальности».
Основной посыл книги — требование фундаментальных изменений в природе гей-активизма. Авторы пишут: «Гей-революция провалилась». Они считают, что гей-сообщество прибегает к неверным аргументам, неверным символам и неверным актам протеста. Взамен они предлагают распространять «непрерывный поток рекламы, связанной с геями», в которой геи будут изображены «в наименьшей степени неприятно», одновременно представляя «гомонегативные убеждения и поступки настолько отвратительными, что рядовые американцы захотят отмежеваться от них».
Авторы не возлагают все свои надежды на управление имиджем гей-сообщества, они также призывают к изменению «неправильного» поведения геев — сексуального и иного, для чего они предлагают исключить из гей-сообщества «маргинальные» группы, такие как дрэг-квин.
Книга написана в эпатажном стиле — по словам авторов, их миссия — шокировать и провоцировать своих читателей, будь то геи или гетеросексуалы.

## Критика
Диди Херман (англ. Didi Herman), профессор юриспруденции и социальных изменений в Килском университете, отмечает, что, хотя книга After the Ball не оказала существенного влияния на ЛГБТ-сообщество и подверглась критике со стороны его представителей, многие христианские правые восприняли её как некий скрытый план, «гомосексуальный план», используемый всем движением за права ЛГБТ.
Джонатан Кирш, обозреватель Los Angeles Times, называет книгу After the Ball упрямой ревизионистской критикой общепринятых представлений о гей-активизме 1970—1980-х годов. Также он пишет, что «это, конечно, чистая пропаганда, но это пропаганда на самом высоком уровне проницательности и расчёта». Кирш отмечает, что книга содержит живые и провокационные идеи, а её язык богат и энергичен.
Дуглас Кримп, американский исследователь СПИДа и гомосексуальности, отмечает, что книжку невозможно принимать всерьёз. Он пишет, что критика авторов в адрес гей-сообщества напоминает самокритику людей, полных гомофобных стереотипов, с которыми авторы идентифицируют себя.